# Ljudmila Iljinitschna Maslakowa
Ljudmila Iljinitschna Maslakowa (russisch Людмила Ильинична Маслакова, engl. Transkription Lyudmila Maslakova, geb. Жаркова – Scharkowa – Zharkova; * 26. Februar 1952 in Astrachan) ist eine ehemalige sowjetische Sprinterin.
Ihre größten Einzelerfolge sind der Universitätsweltmeistertitel über 100 Meter 1975 und die Bronzemedaille über dieselbe Distanz bei den Europameisterschaften 1978 in Prag. Bei den Olympischen Spielen kam sie über 100 Meter 1968 in Mexiko-Stadt ins Viertelfinale und 1972 in München sowie 1976 in Montreal ins Halbfinale. Über 200 Meter erreichte sie 1976 das Viertelfinale und 1980 in Moskau das Halbfinale.
Als Teil der sowjetischen Mannschaft in der 4-mal-100-Meter-Staffel gelangen ihr über einen Zeitraum von zwölf Jahren Medaillenerfolge. 1968 in Mexiko-Stadt gewann sie olympisches Bronze, und 1971 folgte eine weitere Bronzemedaille bei den Europameisterschaften in Helsinki. Einem fünften Platz bei den Olympischen Spielen 1972 folgte Bronze bei den Olympischen Spielen 1976, Gold bei den Europameisterschaften 1978 und Silber bei den Olympischen Spielen 1980.
Dreimal wurde sie sowjetische Meisterin über 100 Meter (1975–1977) und zweimal über 200 Meter (1978, 1980).

## Persönliche Bestzeiten
- 100 m: 11,23 s, 29. August 1978, Prag
- 200 m: 22,62 s, 17. September 1978, Tiflis